# 1789 Dobrovolsky
Dobrovolsky (asteróide 1789) é um asteróide da cintura principal, a 1,7979814 UA. Possui uma excentricidade de 0,1878115 e um período orbital de 1 203,04 dias (3,3 anos).
Dobrovolsky tem uma velocidade orbital média de 20,01836378 km/s e uma inclinação de 1,97609º.
Esse asteróide foi descoberto em 19 de Agosto de 1966 por Lyudmila Chernykh.